# Koluszki
Koluszki [kɔˈluʃci] ist eine Stadt in Polen in der Woiwodschaft Łódź. Sie ist Sitz der gleichnamigen Stadt-und-Land-Gemeinde mit 23.293 Einwohnern (Stand 31. Dezember 2020).

## Geschichte
Die erste urkundliche Erwähnung des Ortes stammt aus dem Jahr 1399. Um das 14. und 15. Jahrhundert lag der Ort an einer Handelsstraße zwischen der Ostsee und Russland. Um 1790 gab es im Ort eine Mühle, ein Sägewerk, eine Brauerei und ein Wirtshaus. 1793 im Rahmen der Zweiten Teilung Polens wurde die Siedlung Teil Preußens. Mit Entstehung des Herzogtums Warschau 1807 wurde Koluszki Teil desselben und 1815 Teil Kongresspolens. Als die Region Teil Preußens war, siedelten sich hier Deutsche an. Eine dieser Ansiedlungen, die Kolonia Koluszi, befand sich bei der heutigen ulia Brzezińska. Andere Ansiedlungen Deutscher waren Felicjanów (etwa 1798 gegründet), Gałkówek, Adamów, Żakowice (1816), Borowa (auch Wilhelmswalde, 1802–03), Katarynów, Leosin. Die Siedler kamen aus Württemberg und aus Bamberg, aber auch aus dem damals teils deutschsprachigen Ermland oder aus Großpolen. Ziel der Ansiedlung war nicht eine Germanisierung der Region, sondern vielmehr wirtschaftliche Entwicklung ungenutzter Regionen.
Am 2. September 1846 wurde der Ort an das Schienennetz angeschlossen. Mit der Blüte des nahen Łódź wurde eine direkte Zugverbindung dorthin von großer wirtschaftlicher Bedeutung. Am 19. November 1865 fuhr die erste Bahn von Koluszki ins Manchester Polens, Łódź. Weitere Verbindungen folgten und so wurde der Ort zu einem regionalen Verkehrsknotenpunkt. Zu Beginn des 20. Jahrhunderts stammten etwa die Hälfte der Arbeitsplätze des Ortes aus dem Schienenverkehr. Auch die sonstige Stadtentwicklung wurde maßgeblich vom Eisenbahnbetrieb geprägt und die Stadt entwickelte sich hauptsächlich entlang der Bahnstrecke und um die Haltestelle.
1904 wurde eine Pfarrei gegründet. Um diese Zeit wurde auch ein Wachturm errichtet zur Überwachung von Bränden und es gab eine erste Freiwillige Feuerwehr. Der Aufschwung zu Beginn des 20. Jahrhunderts wurde durch den Ersten Weltkrieg gebremst, ging danach aber unvermindert weiter.
Während des Zweiten Weltkrieges wurde in dem Ort 1941 von den Nationalsozialisten ein Ghetto errichtet, dieses wurde ein Jahr später aufgelöst. Am 18. Januar 1945 endete die Besetzung der Stadt. 1949 erhielt Koluszki das Stadtrecht.  Viele deutschstämmige verließen ihre Heimat während der Volksrepublik Polen.

### Ortsname
Die Entstehung des Namens ist nicht endgültig geklärt. Eine Theorie ist, dass der ursprünglich Eigentümer  Koluch hieß und sein Sohn in der Verniedlichungsform  Koluszek genannt wurde.
Eine weitere Version ist, dass die Fische, welche Koluszka (vermutlich ein veralteter regionaler polnischer Ausdruck für Dreistachlige Stichlinge) genannt wurden und in der Gegend oft vorkamen, Namensgeber waren.

### Einwohnerentwicklung
| Jahr          | 1775 | 1883 | 1930er | 1945  | 2007   |
| Einwohnerzahl | 141  | 399  | 3.557  | 6.874 | 13.376 |

## Gemeinde
Zur Stadt-und-Land-Gemeinde (gmina miejsko-wiejska) Koluszki mit einer Fläche von 157,1 km² gehören die Stadt selbst und 24 Dörfer mit Schulzenämtern.

## Verkehr
Im Bahnhof Koluszki zweigen die Bahnstrecke Łódź–Koluszki und ein Verbindungsgleis zur Bahnstrecke Łódź–Dębica von der Bahnstrecke Warszawa–Katowice ab.

## Persönlichkeiten
- Stefan Borucz (1932–2020), Radrennfahrer